# Soleczniki Małe

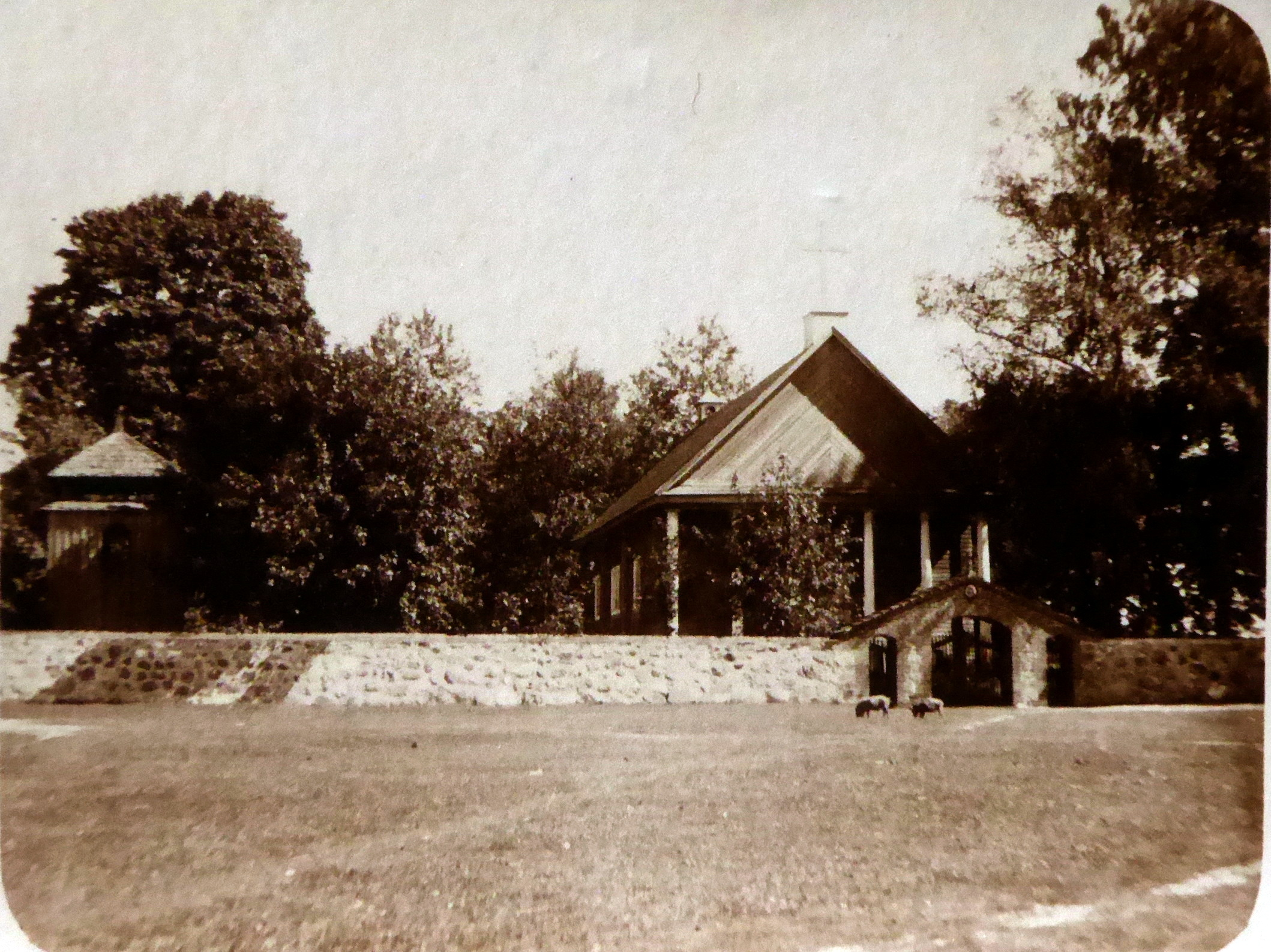
Soleczniki, kościół św. Jerzego, ca. 1935

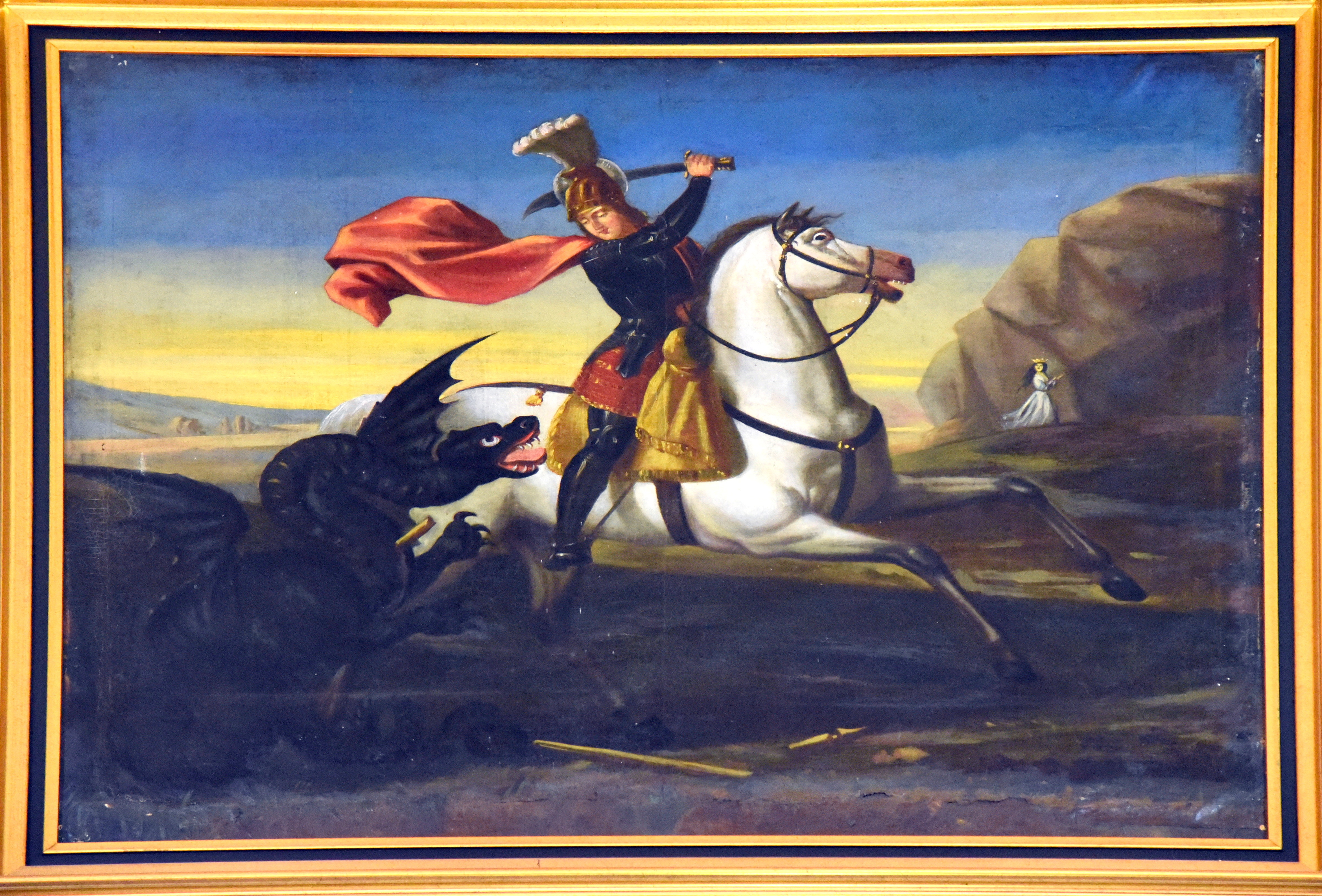
Obraz św. Jerzego z ołtarza głównego namalowany przez Michała Wędziagolskiego

Soleczniki Małe (lit. Šalčininkėliai) – wieś w rejonie solecznickim, 620 mieszk. (2001 r.). 
We wsi kościół św. Jerzego z 1834. Murowane ogrodzenie wokół kościoła zostało ufundowane przez Karola Wędziagolskego (1885-1974). W kościele znajduje się obrazː św. Jerzy walczy ze smokiem, namalowany przez Michała Wędziagolskiego (1848-1923).
Koło tej miejscowości w 1938 zakończył swój rekordowy lot Tadeusz Góra, który to na szybowcu PWS-101 pokonał 577,8 km, startując z Bezmiechowej w Bieszczadach. Za ten wyczyn jako pierwszemu człowiekowi na świecie Międzynarodowa Federacja Lotnicza FAI przyznała Medal Lilienthala.
W czasach II RP siedziba wiejskiej gminy Soleczniki.